# Callophrys punctata
Callophrys punctata är en fjärilsart som beskrevs av Tutt 1907. Callophrys punctata ingår i släktet Callophrys och familjen juvelvingar. Inga underarter finns listade i Catalogue of Life.